# سلفستر الأول
البابا سلفستر الأول (باللاتينية: Silvester I، وبالإنجليزية: Sylvester I) هو بابا الكنيسة الكاثوليكية من 31 يناير 314 إلى 31 ديسمبر 335، خلفاً للبابا ملتيادس.
لا يعرف الكثير عن البابا سلفستر الأول، رغم أنه شغل الكرسي الرسولي في حقبة شديدة الأهمية من تاريخ الكنيسة الكاثوليكية، ومن المعلومات القليلة التي ذكرها كتاب الأحبار (باللاتينية: Liber Pontificalis) ـ الذي صنف في القرن السابع أو الثامن الميلادي ـ عن حبرية البابا سلفستر الأول أن الإمبراطور قسطنطين الأول أهدى الكنيسة الكاثوليكية في عهده بعض الهدايا، وأن البابا سلفستر كان ابناً لرجل روماني يدعى روفينوس.
بنيت في عهد سلفستر الأول كنائس روما الكبرى التي أسسها الإمبراطور قسطنطين، ومنها بازيليكا القديس يوحنا في لاتيرانو وبازيليكا صليب أورشليم المقدس وبازيليكا القديس بطرس، والعديد من الكنائس التي بنيت على مقابر الشهداء.
لم يحضر البابا سلفستر بنفسه مجمع نيقية الأول سنة 325، بل ناب عنه في المجمع اثنان من المندوبين هما فيتوس وفينسنتيوس، وقام هو عقب ذلك بالتصديق على قرارات المجمع.